# カラーボトル
カラーボトル (color bottle) は、仙台で結成されたロックバンド。2004年結成。2007年、ドリーミュージックからメジャー・デビュー。

## 概要
バンド名は、空（から）のボトルを自分達の色（音楽）で満たしていきたいという想いから命名された。
「老若男女幅広く響く！伝える！届く！『お茶の間ロック』サウンド」を合言葉に、「CDもイイけどライブの方がもっとイイ」バンドを目指している。
2018年8月より無期限活動休止。
2023年9月より、活動再開。

## メンバー
- 竹森マサユキ （たけもり まさゆき 1984年3月29日 - 宮城県仙台市出身 A型）仙台市立仙台工業高等学校卒業 　ボーカル・ギター
- 大川"Z"純司 （おおかわ ゼット じゅんじ 1985年7月15日 - 宮城県山元町出身 A型） 宮城県名取北高等学校卒業　ドラム

### 旧メンバー
- 佐伯　- ドラム 2004年10月脱退
- 佐藤ヒデノリ　- ギター 2005年9月脱退
- 穐元タイチ （あきもと たいち 1979年8月1日 - 青森県青森市出身） ベース 2011年9月脱退
- 渡辺アキラ （わたなべ あきら 1984年2月20日 - 岩手県盛岡市出身 O型） ギター 2018年8月まで在籍

## 歴史
- ボーカル竹森マサユキが、仙台の路上にて活動をスタートさせる。
- 2004年
  - 1月、竹森、穐元、佐藤ヒデノリ、佐伯でバンド結成・活動開始。
  - 10月、佐伯（ドラム）が脱退。
  - 12月、大川（ドラム）が加入。新星堂オーディション「CHANCE!」全国大会に、北海道・東北代表として出場し、準グランプリ・ベストボーカリスト賞を受賞。
- 2005年
  - 9月、佐藤ヒデノリ（ギター）が脱退。渡辺（ギター）が加入。
  - 12月15日、1stミニアルバム「感情サミット」でインディーズデビュー。オリコンインディーズチャート初登場30位を記録。
- 2006年
  - 1月、オリコンPICK UP ARTISTに選ばれる。
  - 4月26日、シングル「グッバイ・ボーイ」をリリース。オリコンインディーズチャート20位を記録し、オリコンPOWER NEXTを獲得[1]。また、有線・J-POP総合チャートで最高6位を記録。
  - 6月28日、2ndミニアルバム「to be or not to be」をリリース。
  - 10月、初のレギュラー・ラジオ番組であるTBCラジオ「がらくたパレード」がスタート。
  - 11月、NHK『POP JAM』出演。
- 2007年
  - 4月、Date fm「FROM S NEO」の火曜日を担当開始。
  - 6月27日、ミニアルバム「彩色メモリー」でメジャー・デビュー。ドリーミュージック所属。
  - 7月6日、メジャー・デビューまでの日々を追ったドキュメント番組であるNHK仙台放送局『ワンダフル東北「君は君でいる事が素晴らしい ～ カラーボトルの旅立ち」』が東北6県ブロックネットで放送された（秋田県のみ・7日放送）。11月には全国で再放送された。
  - 11月28日、メジャー1stシングル「グッバイ・ボーイ」をリリース。
- 2008年
  - 1月、『ONE HEART LIVE CIRCUIT 2008』埼玉・神奈川・千葉の3会場に出演。
  - 2月6日、2ndシングル「10年20年」をリリース。
  - 3月12日、1stフルアルバム「ぐっと･ミュージック」をリリース。
  - 7月26日、『HIGHER GROUND 08』にオープニングアクトとして出演。2万人超のオーディエンスの前でライブを行う。
  - 8月6日、3rdシングル「メッセージ」をリリース。
  - 10月29日、4thシングル「青い花」をリリース。
- 2009年
  - 3月11日、5thシングル「サヨナラ」をリリース。
  - 7月22日、6thシングル「合鍵」をリリース。
- 2010年
  - 4月21日、7thシングル「春」をリリース。
  - 6月2日、2ndフルアルバム「メッセージ イン ア ボトル」をリリース。
  - 12月、自らのレーベル「SUPER SOUL COMPANY」を立ち上げ 。
- 2011年
  - 2月2日、ミニアルバム「情熱のうた」をリリース。オリコンインディーズチャート初登場6位（2/14付 週間ランキング）。
  - 8月29日、穐元タイチが9月で脱退することを発表。
- 2012年
  - 2月8日、3rdフルアルバム「COLOR BOTTLE」をリリース。
- 2018年
  - 7月31日、無期限活動休止を発表
- 2023年
  - 8月3日、9月9日のライブより活動再開することを発表。渡辺とは連絡がとれなかったため、竹森、大川で再開。

## ディスコグラフィー

### 自主制作
1. ガラクタパレード
2. 無色
  1. ボストンバック
  2. ソルティードッグ
  3. あぜ道
  4. グローバルコミュニケーション
  5. 12月
  6. MY LIFE

### シングル
|              | 発売日         | タイトル                     | 規格品番                                  | 収録曲                                                                              | 備考                   |
| インディーズ | インディーズ   | インディーズ                 | インディーズ                              | インディーズ                                                                        | インディーズ           |
| ------------ | -------------- | ---------------------------- | ----------------------------------------- | ----------------------------------------------------------------------------------- | ---------------------- |
| 1st          | 2006年4月26日  | グッバイ・ボーイ             | KCCD-221                                  | 1. グッバイ・ボーイ 2. N.Yライオン                                                  | オリコン最高196位 廃盤 |
| メジャー     |                |                              |                                           |                                                                                     |                        |
| 1st          | 2007年11月28日 | グッバイ・ボーイ             | MUCD-5124                                 | 1. グッバイ・ボーイ 2. ヘイ・ジョージア                                             | オリコン最高150位      |
| 2nd          | 2008年2月6日   | 10年20年                     | MUCD-5126                                 | 1. 10年20年 2. ダイヤモンド                                                         | オリコン最高127位      |
| 3rd          | 2008年8月6日   | メッセージ                   | MUCD-5135                                 | 1. メッセージ 2. 12月 3. 夜明け（2008.5.5Live @ Shibuya O-Crest）                   | オリコン最高77位       |
| 4th          | 2008年10月29日 | 青い花                       | MUCD-5140                                 | 1. 青い花 2. 虹 3. 雨降る夜の街                                                     | オリコン最高55位       |
| 5th          | 2009年3月11日  | サヨナラ                     | MUCD-5147                                 | 1. サヨナラ 2. 雪降る2番線のホーム                                                  | オリコン最高100位      |
| 6th          | 2009年7月22日  | 合鍵                         | MUCD-5153                                 | 1. 合鍵 2. 浅い傷 3. 合鍵 (instrumental) 4. 浅い傷 (instrumental)                   | オリコン最高97位       |
| 7th          | 2010年4月21日  | 春                           | MUCD-5171                                 | 1. 春 2. MAMA 3. 春 (instrumental) 4. MAMA (instrumental)                           | オリコン最高120位      |
| 8th          | 2012年6月6日   | 魂ドライブ                   | MUCD-5201:初回生産限定盤 MUCD-5202:通常盤 | 1. 魂ドライブ 2. アーミ・アミーコ!アーミ・アムージ! 3. 魂ドライブ (Vocal-less Ver.) | オリコン最高50位       |
| インディーズ |                |                              |                                           |                                                                                     |                        |
| 9th          | 2015年4月26日  | 輝きだせ 〜 you can do it 〜 | CBCD-006                                  | 1. 輝きだせ 〜 you can do it 〜                                                     |                        |

### ミニアルバム
|              | 発売日         | タイトル           | 規格品番     | 収録曲 | 備考              |
| インディーズ | インディーズ   | インディーズ       | インディーズ | インディーズ | インディーズ      |
| ------------ | -------------- | ------------------ | ------------ | --- | ----------------- |
| 1st          | 2005年12月15日 | 感情サミット       | KCCD-181     | 1. あぜ道 2. モンスター 3. 男泣き 4. ボストンバッグ 5. ポスト 6. マザー                                                                                   |                   |
| 2nd          | 2006年6月28日  | to be or not to be | KCCD-227     | 1. 千年草 2. グッバイ･ボーイ 3. to be or not to be 4. N.Yライオン 5. 長靴 6. 笑って 7. 幻                                                                 | オリコン最高288位 |
| メジャー     |                |                    |              | |                   |
| 1st          | 2007年6月27日  | 彩色メモリー       | MUCD-1165    | 1. イェイ・イェイ・イェイ 2. あえない二人 3. ソルティードッグ 4. 偶然 5. シンデレラ 6. 言葉 7. グッバイ・ボーイ（2006.11.23 Live @ Sendai Club Junk Box） | オリコン最高150位 |
| 2nd          | 2011年2月2日   | 情熱のうた         | XQKA-1001    | 1. 情熱のうた 2. コンクリート 3. 走る人 4. 愛の唄 5. ヒカリの街 6. ありがとう 7. グローバルコミュニケーション                                             | オリコン最高80位  |
| インディーズ |                |                    |              | |                   |
| 3rd          | 2014年10月20日 | evolution          | CBCD-004     | 1. ガムシャラボーイ 2. ゆらり 3. どうにもこうにも 4. 魚 5. 僕らと7日間戦争                                                                                |                   |

#### アルバム
|          | 発売日         | タイトル                        | 規格品番  | 収録曲 | 備考              |
| メジャー | メジャー       | メジャー                        | メジャー  | メジャー | メジャー          |
| -------- | -------------- | ------------------------------- | --------- | --- | ----------------- |
| 1st      | 2008年3月12日  | ぐっと･ミュージック             | MUCD-1178 | 1. 10年20年 2. ハイホー 3. グッバイ･ボーイ 4. 化学工場 5. ダイヤモンド 6. パン屋さん 7. 夜明け 8. ヘイ･ジョージア 9. 金星に願った 10. 胸かざり | オリコン最高148位 |
| 2nd      | 2010年6月2日   | メッセージ イン ア ボトル       | MUCD-8015 | 1. ゼロになって 2. メッセージ 3. 青い花 4. 虹 5. 合鍵 6. あいたい 7. もしも雨に 8. MAMA 9. 浅い傷 10. 雪降る2番線のホーム 11. 春 12. サヨナラ 13. 歩くから | オリコン最高65位  |
| 3rd      | 2012年2月8日   | COLOR BOTTLE                    | MUCD-1259 | 1. SHOW 2. アゲハ蝶 3. トライアゲイン〜何度でも熱くなれ〜 4. オリオン 5. ルララ 6. 愛こそが全て 7. 残心 8. もう一度、君に会いたい 9. 雪の日に 10. 18才 11. ひまわり 12. 旅に出よう                                                                                      | オリコン最高50位  |
| 4th      | 2013年1月16日  | 生きる                          | MUCD-1271 | 1. ロックンロールドッグ 2. ファイター（カラーボトルと我武者羅應援團） 3. 太陽 4. やぁ、野良犬。 5. 魂ドライブ 6. 希望のバトン 7. 幻 8. アーミ・アミーコ!アーミ・アムージ! 9. モンスター（カラーボトルと鶴） 10. 棘 11. 地元賛歌 12. あぜ道                              | オリコン最高87位  |
| Best     | 2013年12月4日  | カラーボトル THE BEST 2004-2013 | FOCD-0004 | 1. 10年20年 2. 情熱のうた 3. 魂ドライブ 4. アゲハ蝶 5. to be or not to be 6. 走る人 7. 青い花 8. 地元賛歌 9. イェイ・イェイ・イェイ 10. グッバイ・ボーイ (インディーズ・バージョン) 11. 合鍵 12. あいたい 13. メッセージ 14. ファイター 15. ボストンバッグ 16. つながり | オリコン最高158位 |
| 5th      | 2015年08月05日 | BRILLIANT DAYS                  | CBCD-007  | 1. Good day 2. 輝くときは今 3. 自転車とパスケース 4. Chu-Sho-Kigyo 5. 犬 6. 宮城のうた 7. サザンカ 8. 輝きだせ〜you can do it〜 9. 栄光ロード 10. Thank you, Good bye, 11. 旅立ち                                                                                       |                   |

### 参加作品
| 発売日         | タイトル                                       | 規格品番   |
| -------------- | ---------------------------------------------- | ---------- |
| 2005年11月30日 | Nakiez vol.5                                   | NZCD-1     |
| 2009年01月28日 | キャシャーンSins スペシャルコンプリート        | NECA-30240 |
| 2009年02月25日 | 「キャシャーンSins」オリジナルサウンドトラック | MUCD-1202  |
| 2013年05月15日 | 遊☆戯☆王ZEXAL SOUND DUEL 3                     | MJSA-01064 |
| 2015年02月18日 | 遊☆戯☆王ZEXAL VOCAL BEST!!                     | MJSA-1144  |

## 楽曲提供
- 関ジャニ∞「ワッハッハー」（2008年3月12日） 
  1. ワッハッハー 作詞・作曲/竹森マサユキ
- 風男塾（2012年）
- 信じてゆけ 作詞・作曲竹森マサユキ

## ミュージックビデオ
| 監督       | 曲名 |
| ---------- | --- |
| Pandalira  | 「イェイ･イェイ･イェイ」                                                                                    |
| 多田卓也   | 「グッバイ・ボーイ』                                                                                        |
| 小松壮一郎 | 「グッバイ･ボーイ (New Ver.）」「10年20年」「メッセージ」「青い花」「夜明け」                               |
| 土屋隆俊   | 「サヨナラ」(出演:岡本奈月・関川太郎)                                                                       |
| 直         | 「合鍵」(出演:沢井美優)                                                                                     |
| 名取哲     | 「「春」」                                                                                                  |
| 岸田智久   | 「もう一度、君に会いたい」                                                                                  |
| 外山尚吾   | 「アゲハ蝶」「トライアゲイン〜何度でも熱くなれ〜」「魂ドライブ」                                            |
| 斉藤夏基   | 「地元賛歌」                                                                                                |
| JNKY       | 「情熱のうた」「走る人」                                                                                    |
| 不明       | 「ファイター」「自転車とパスケース」「ガムシャラボーイ」「栄光ロード」(出演:世田谷区八幡中学野球部・クラブ) |

## テレビ
- MUSIC JAPAN（2011年4月24日、NHK総合）
- ラヴィット!（2025年2月20日、TBSテレビ）

## タイアップ
| 曲名                               | タイアップ |
| ---------------------------------- | --- |
| ボストンバッグ                     | 東日本放送ふるさとCM大賞「宮城県塩竈市」CMイメージソング |
| グッバイ・ボーイ                   | 日本テレビ「ラジかるッ」エンディングテーマ |
| グッバイ・ボーイ                   | 札幌テレビ「なまおん」エンディングテーマ |
| イェイ・イェイ・イェイ             | 日本テレビ「音楽戦士 MUSIC FIGHTER」2007年7月度エンディングテーマ                                                                                              |
| 夜明け                             | TBS「COUNT DOWN TV」2008年5月度エンディングテーマ |
| 合鍵                               | 九州朝日放送「ドォーモ」2009年7月・8月度エンディングテーマ |
| 青い花                             | UHFアニメ「キャシャーン Sins」オープニングテーマ |
| 虹                                 | NHK仙台放送局開局80周年記念ドラマ「お米のなみだ」主題歌 |
| ハイホー                           | 読売テレビ「グッと!地球便」主題歌 |
| 情熱のうた                         | テレビ東京「シロウト名鑑」2011年2月・3月度エンディングテーマ、TVQ九州放送『TVQスーパースタジアム』主題歌、GAORAスポーツ『GET！ファイターズ』2016年オープニング |
| 走る人                             | 味の素(R) AJIテクCMソング |
| サヨナラ                           | GAORA「ファイターズキャンプ中継」北海道日本ハムファイターズ2018年キャンプ中継テーマソング                                                                      |
| アゲハ蝶                           | NHK-FM「ミュージックライン」2012年2月・3月度エンディングテーマ                                                                                                 |
| トライアゲイン〜何度でも熱くなれ〜 | 中京テレビ・日本テレビ「フットンダ」2012年3月度エンディングテーマ                                                                                              |
| トライアゲイン〜何度でも熱くなれ〜 | 奈良テレビ放送『高校野球ハイライトドラマティックナイン』2015年度オープニングテーマ                                                                             |
| 魂ドライブ                         | テレビ東京系アニメ「遊☆戯☆王ZEXAL」オープニングテーマ |
| アーミ・アミーコ!アーミ・アムージ! | TBS「日立 世界・ふしぎ発見!」エンディングテーマ |
| ファイター                         | 仙台放送「あらあらかしこ」2013年1月度エンディングテーマ |
| やぁ、野良犬。                     | 映画「名無しの十字架」主題歌 |
| 棘                                 | テレビ朝日系「ビートたけしのTVタックル」エンディングテーマ曲                                                                                                   |
| 希望のバトン                       | 東北放送「仙台国際ハーフマラソン大会」イメージソング |
| 地元賛歌                           | TBS「COUNT DOWN TV」2013年1月度オープニングテーマ |
| 輝きだせ 〜 you can do it 〜       | GAORA「ファイターズキャンプ中継」北海道日本ハムファイターズ2016年キャンプ中継テーマソング                                                                      |
| Good day                           | GAORA「ファイターズキャンプ中継」北海道日本ハムファイターズ2017年キャンプ中継テーマソング                                                                      |
| 栄光ロード                         | TVQ「TVQスーパースタジアム」2015年度テーマソング |

## 主なライブ

### ワンマンライブ・主催イベント
- 2011年 - COLOR BOTTLES IS HERE!! 2011年無限大への旅～1!2!3!卯―!～
- 2012年 - COLOR BOTTLES IS HERE!! 2012 ～ロックンロールの世界へようこそ!～
- 2013年 - COLOR BOTTLE IS HERE!! 2013 ～自分全開!人間全開!生きる!生きる!生きろ!～
- 2013年 - COLOR BOTTLE IS HERE!! 10th Anniversary 全部出します!全部見せます! 3459日目のあぜ道!
- 2013年 - COLOR BOTTLE IS HERE!! 2013 秋
- 2013年 - COLOR BOTTLE IS HERE!! 10周年全部みせます。
- 2014年 - COLOR BOTTLE IS HERE!! 2014 BEST BURN!! BANG!! BAND!! - ベストを超えてゆけ-
- 2014年 - COLOR BOTTLE IS HERE!! 2014【Re:evolution】変身×返信=前進
- 2015年 - ハピバ感謝祭 ～Vo.竹森会～
- 2016年 - COLOR BOTTLE IS HERE!! 2016 ～MYWAY ONEWAY RUNWAY～はじまりはじまり～

### 出演イベント
- 2006年08月27日 - スペースシャワー列伝 第61巻 ～噛噛(カムカム)の宴～
- 2006年10月06日 - MINAMI WHEEL 2006
- 2007年04月28日 - ARABAKI ROCK FEST.07
- 2007年08月20日 - TREASURE05X 2007 ～30th road goes on 2nd day～
- 2007年10月27日 - MINAMI WHEEL 2007
- 2008年04月27日 - ARABAKI ROCK FEST.08
- 2008年08月17日 - TREASURE05X 2008 ～screaming triangle 2nd day～
- 2008年09月10日 - RADIO BERRY 15th ANNIVERSARY ベリテンライブ2008
- 2008年11月03日 - MINAMI WHEEL 2008
- 2009年08月15日 - TREASURE05X 2009 ～delightful songs～
- 2009年09月12日 - RADIO BERRY ベリテンライブ2009 Special
- 2009年10月11日 - ウインクの日記念イベント ～10月10日が目を開けたように見えるなら、今日は片目をつぶった日～
- 2009年10月31日 - MINAMI WHEEL 2009
- 2010年03月22日 - SANUKI ROCK COLOSSEUM 2010
- 2010年09月03日 - RADIO BERRY ベリテンライブ2010
- 2011年08月02日 - 音霊 OTODAMA SEA STUDIO 2011 「雷鳴2011 Supported by J-WAVE TOKYO REAL-EYES」
- 2011年08月14日 - TREASURE05X 2011 ～wonderful show museum～
- 2011年08月19日 - RADIO BERRY ベリテンライブ2011 宇都宮CLUB惑星
- 2012年07月23日 - THE CREATORS(～創造者～)
- 2012年07月28日 - HIGHER GROUND 2012
- 2012年08月19日 - カラーボ鶴～リベンジ～
- 2012年09月01日 - TREASURE05X 2012 ～dancing colorz～
- 2012年09月17日 - 秋の夜長SPECIAL～VSシリーズ
- 2012年10月12日 - MINAMI WHEEL 2012
- 2012年11月17日・18日・20日 - knotlamp Geoglyph TOUR 2012
- 2012年11月19日 - ザ・マスミサイルTOUR2012「HOPE STEP #」
- 2012年11月22日 - FM SENDAI 30th Anniversary～Special Acoustic Night～
- 2012年11月25日 - Dream Wars - Episode1 Attack of the Port
- 2012年12月30日 - LIVE DI:GA JUDGEMENT 2012
- 2013年01月13日 - スムルース presents『うたロック西商店街2丁目』～今年も景気よくいきますねん～
- 2013年02月01日 - NEW TOWER GENERATION 2013～SPECIAL～
- 2013年02月13日 - Ripple Of Music
- 2013年05月25日・06月13日 - THEラブ人間 「SONGS」リリースツアー 【泣きながら踊れる夜はあるかい?】
- 2013年06月15日 - 鶴鶴の音返し～結成10周年in札幌～
- 2013年06月21日 - 福島街なか若者音楽活性化計画!～福島POWERS～「Dealers Music Work vol.16～平日にライブハウス!～」
- 2013年06月27日 - acoustic night
- 2013年07月26日 - 神戸 VARIT. 9th Anniversary KOBE Goodies Collection
- 2013年08月10日 - INOUEISEKI 番外編
- 2013年08月23日 - TREASURE05X 2013 10th Anniversary ～the crimson show～
- 2013年08月25日 - DISK GARAGE MUSIC MONSTERS -2013 summer-
- 2013年08月31日 - RADIO BERRY ベリテンライブ2013 ～HEAVEN'S ROCK Utsunomiya VJ-2～
- 2013年09月01日 - OKUAIZU ROCK FESTIVAL 2013
- 2013年10月02日 - NACK5 25th Anniversary ～MIDNIGHT ROCK CITY Special Live～
- 2013年11月08日 - THEイナズマ戦隊ライブ2013「虎のご返杯」～17(イナ)周年直前・対バンツアー～
- 2013年12月13日 - スムルース presents うたロック西商店街5丁目～東京でも西商店街ですねん～
- 2014年01月16日 - NEXT KOBE!!!
- 2014年01月24日 - SAKAE BEAT MATCH
- 2014年01月25日 - FORCE BEAT MATCH vol.1
- 2014年04月16日 - TREASURE SQUARE
- 2014年04月26日 - ARABAKI ROCK FEST.14
- 2014年05月03日・05日・06日・07日 - 共鳴レンサ
- 2014年05月11日 - 吉川 Family Presents 「僕らの街から」 Vol.6
- 2014年05月21日 - JUST A MUSIC SHOW
- 2014年07月06日 - とある企画の単独公演Z
- 2014年07月22日 - 音霊 OTODAMA SEA STUDIO 2014 「君と、会う約束」
- 2014年07月26日 - TBC夏まつり2014 絆みやぎ～KEEP ON!～
- 2014年08月06日 - 神戸VARIT.10th Anniversary "KOBE Goodies Collection"
- 2014年08月10日 - TREASURE05X 2014 ～stellar evolution～
- 2014年08月24日 - DISK GARAGE MUSIC MONSTERS -2014 summer-
- 2014年10月11日 - kuma-fes(仮)#0
- 2014年10月14日 - ことだまVol.1
- 2015年01月19日 - ココニカカル presents「THE SOUND AROUND LAND Vol.3」
- 2015年01月31日 - 日本工学院 ミュージックカレッジ presents RAINBOW PIECE
- 2015年02月06日・07日 - ハイハイボトルのチャンポン・ナイト
- 2015年03月11日 - MASTER PEACE'15
- 2015年04月15日・16日・18日・19日・21日 - 鶴47都道府県TOUR「Live & Soul」～もう、寂しい想いはさせたくない～
- 2015年06月06日 - アシガルユース presents「歌MONO generations vol.3」～時を越える音が世代を繋ぐ、、、故に、爆裂点心蒸し放題!??～
- 2015年06月12日 - NOrth MUSIC,NOrth LIFE.
- 2015年07月02日 - 音霊 OTODAMA SEA STUDIO 2015「SUMMER POP STEP JUMP」
- 2015年08月08日 - TREASURE05X 2015 ～a great faith～
- 2015年08月22日 - DISK GARAGE MUSIC MONSTERS -2015 summer-
- 2015年08月28日 - スムルースpresents うたロック西商店街 10丁目～大決算感謝祭ですねん～